# ارنست ویمنانس
ارنست ویمنانس (انگلیسی: Ernst Veenemans; ۱۸ مارس ۱۹۴۰ – ۲ اکتبر ۲۰۱۷) ورزشکار روئینگ اهل پادشاهی هلند بود.
وی در مسابقات کشوری و بین‌المللی در مجموع برندهٔ ۱ مدال طلا، ۱ مدال نقره، ۱ مدال برنز شده‌است.